# Світлодарська міська лікарня
Світлодарська міська лікарня (повна назва — Комунальне некомерційне підприємство «Світлодарська багатопрофільна лікарня планового лікування») — міська лікарня розташована в місті Світлодарськ Бахмутського району Донецької області. До 2015 року засновник закладу охорони здоров'я — Дебальцівська міська рада. З 2015 рік по 2020 рік — Бахмутська районна рада. З 08.01.2020 року — засновник Світлодарська міська військо-цивільна адміністрація Бахмутського району Донецької області. З 24.05.2022 року лікарня знаходиться на оккупованій російськими військами території.

## Назва[1]
З 1974 року по 2015 рік — Світлодарська міська лікарня № 2 м. Дебальцеве
З 2015 року по 2019 рік — Комунальний заклад «Світлодарська міська лікарня». Скорочена назва: КЗ «Світлодарська міська лікарня»
З 2019 року по 2021 рік — Комунальне некомерційне підприємство «Світлодарська багатопрофільна лікарня планового лікування Бахмутської районної ради». Скорочена назва: КНП «Світлодарська БЛПЛ Бахмутської райнної ради».
З 2021 року — Комунальне некомерційне підприємство «Світлодарська багатопрофільна лікарня планового лікування». Скорочена назва: КНП «Світлодарська БЛПЛ».

## Історія
Будівництво лікарні розпочалося після заснування селища Світлодарськ в 1970 році. З 03 серпня 1974 року почали відкриватися відділення лікарні та надходити перші пацієнти.
В 2011 році в лікарні було закрито пологове відділення. Приводом до закриття відділення стала низька кількість пологів в рік (154 пологи проти річної норми в 300 пологів), відсутність цілодобового чергування лікарів-акушер-гінекологів та відсутність цілодобової анестезілогічної служби, препаратів крові.
29 березня 2013 року внаслідок пожежі на Вуглегірській ТЕС до лікарні доставлено 8 постраждалих робітників (1 з опіками, 7 з отруєнням продуктами горіння)

### Початок АТО та адіміністративне передпорядкування лікарні (2014—2015 рік)
З моменту введення режиму Антитерористичної операції в Донецькі області в квітні 2014 року по грудень 2014 року заклад охорони здоров'я працював штатно. З 3 липня 2014 року по 25 січня 2015 року на базі лікарні функціонував медсанбатльон Збройних сил України, в якому надавался медична допомога бійцям, пораненим під час військової операції.
Після початку боїв за Дебальцеве з 21 січня 2015 року до лікарні надходять поранені цивільні з міста Дебальцеве (де на той час лікарня не працює зовсім через відсутність електро та водопосточання) та навколішніх населених пунктів біля Дебальцеве (Чорнухіне, Нікішине та ін.) та смт. Миронівський які на той час перебувають під обстрілами. Через брак медикаментів, обладнання та медичного персоналу важкі пацієнти після стабілізації стану направляються на лікування до лікарні м. Артемівськ (Бахмут).
27 січня 2015 року приблизно в 15:00 територія лікарні обстріляна з міномета — загинула медична сестра, яка поверталася з роботи додому, та з РСЗВ Град — від прямого влучання зруйновано інфекційне відділення та пошкоджені будівлі харчоблоку, пральні, патанатоміного корпусу, вибиті майже всі вікна центрального корпусу лікарні та пошкоджено дах. Більшість медичного обладнання стає непридатним до використання Розпочата евакуація пацієнтів (більше 40 тяжких пацієнтів) та персоналу до м. Артемівськ Частина персоналу яка залишилася (приблизно 20 співробітників) облаштувала підвал закладу електрикою та водою, було організовано операційну та перев'язочну, а також пологову палату. Лікарі та медичні сестри працювали у підвалі весь лютий та березень 2015 року. Деякі співробітники залишалися ночувати у підвалі лікарні, тому що проживали в багатоквартирних будинках без підвалів та боялися за своє життя.
Після окупації військами псевдореспубліки ДНР м. Дебальцеве в лютому 2015 року, виникає правова колізія щодо підпорядкування лікарні та її подальшого фінансування, оскільки перестає діяти Дебальцівська міська рада яка повинна ухвалювати виділення коштів (субвенція) для подальшої діяльності закладу. Виходом з цієї ситуації повино було стати підпорядкування закладу охорони здоров'я іншому балансоутримовачу, наприклад Артемівській районній раді (Постановою Верховної Ради України від 20 травня 2015 року № 458-VIII «Про зміну і встановлення меж Артемівського району Донецької області» місто Світлодарськ підпорядковується Артеміському району) Однак, чинне законодавство на той час забороняло передавати комунальне майно без сторони яка його передає (тобто не існуючою вже на той час Дебальцівською міською радою). Таким чином з грудня 2014 року персонал лікарні не отримував заробітню плату, а діяльність лікарні відбувалась фактично за рахунок медичних працівників, які добровільно працювали як «волонтери», ліки та медичні вироби доставлялись волонтерами з різних частин України та міжнародними організаціями Частина медичного персоналу вимушена змінити місце роботи, так на серпень 2015 року з 240 співробітників, залишилося 170 працівників. 04.09.2015 року — з метою вирішення цієї колізії та відновлення виплати зарробітньої плати зареєстровано нове підприємство Комунальний заклад «Світлодарська міська лікарня»
10 листопада 2015 року, після 10 місяців заборгованості по заробітній платні, збори трудового колективу лікарні (184 співробітники) вирішують припинити надавати медичну допомогу до моменту поновлення виплати заработньої платні. Однак, попри це рішення — все одно екстренна медична допомога у закладі продовжила надаватися.
11 листопада 2015 року КМУ розпорядженням 1154-р перерозподіляє кошти субвенції м. Дебальцеве в Артемівський район, що за словами директора Департаменту охорони здоров'я Донецької ОВЦА Юрія Узуна «сприятиме отримання заробітньої платні працівниками Світлодарської лікарні в найближчій час» Однак, в грудні 2015 року працівники так і не отримали заробтню платню, продовжувалися судові засідання та вирішення питання про балансоутримувача
Лише в січні 2016 року після проведення ремонтних робіт за рахунок міжнародних організацій та після виплати річної заборгованості по заробтній платні працівникам, лікарня повноціно відновила свою діяльніть.

### Діяльність закладу в період АТО/ООС (2014—2022 рік)
18 грудня 2017 року російсько-окупаціні війська з території м. Горлівка (окуповане самопроголошеною ДНР) обстріляи територію селища Новолуганське з РСЗВ Град випустивши 40 ракет, 15 з яких потрапили по приватним будинкам. 11 поранених цивільних осіб (2 у важкому стані) бригадами швидкої допомоги та власним транспортом доставлено до Світлодарської лікарні.
На початку 2019 року головний лікар та місцева влада приймають рішення про закриття Поліклінічного відділення № 2 яке розташовувалося в будівлі Миронівської лікарні в селищі Миронівський. Приводом до закриття відділення стали низьке навантаження на лікарів та економічна доцільність.
Улітку 2019 року завдяки Люксембургському Червоному Хресту відновлено харчоблок лікарні, проведено ремонт, закуплено необхідне обладнання та харчі на деякий час.
В 2021 році підписаний перший договір про медичне обслуговування населення між КНП «Світлодарська БЛПЛ» та НСЗУ.
Станом на січень 2022 року в лікарні — 204 працівники, 27 лікарів.

### Пандемія COVID-19
На початку літа 2020 року у зв'язку із збільшенням кількості хворих на SARS-Covid-19 виникає потреба задіюваюти для лікування хворих, лікарні «другої черги». До цього моменту, хворих на SARS-Covid-19 які потребували стаціонарного лікування, госпіталізовували до лікарень «першої хвилі» (КНП Бахмутська БЛІЛ та ін.) Світлодарська лікарня хоча і мала в структурі переміщене інфекційне та терапевтичне відділення (будівля інфекційного відділення зруйнована в 2015 році), однак не мала в штаті достатню кількість лікарів анестезіологів та обладнання (аппарати ШВЛ, централізовану систему подачі ксиню та ін.), що не дозволяло підписати відповідний пакет до договору з НСЗУ. Віцепрем'єр-міністр — міністр з питань тимчасово окупованих територій Олексій Резніков в серпні 2020 року пообіцяв допомогти відновити інфекційне відділення міської лікарні Світлодарська Донецької області Однак, обіцянка залишилась невиконаною.
Восени 2020 року на тлі збільшення захворюваності на SARS-Covid-19, розпочинаются шпиталізації пацієнтів хворих на SARS-Covid-19 в інфекційне відділення Світлодарської лікарні, в умови зовсім не пристосовані для лікування важких хворих (відсутність достатньої кількості кваліфікованого персоналу, ліків, кисню та ін.) В листопаді 2020 року під лікування хворих на SARS-Covid-19 переобладнано 2 відділення лікарні, закуплені ліки та кисневі концентратори, але лікарі та медичний персонал через відсутність відповідного договору з НСЗУ, не отримували відповідні, гарантовані доплати за роботу з хворими на Covid-19. Лише в січні 2021 року лікарня отримує додаткові апарати ШВЛ (3 штуки) та 2 анестезіолога-реаніматолога з Бахмутської лікарні (працівники за сумісництвом), що дозволило отримати відповідний пакет до договору з НСЗУ та кошти для доплат співробітникам задіяним у лікуванні хворих на Covid-19
В жовтні-листопаді 2021 року під час захворюванності на штам «Дельта» SARS-Covid-19 нова хвиля шпиталізацій до Світлодарської лікарні важких пацієнтів зі всієї Донецкої області. Лікарями закладу відмічалось особливо важке протікання захворювання, великий відсоток смертності від хвороби та максимальне завантаження обох відділень. Для лікування пацієнтів використовулись по декілька кисневих концентраторів для одного хворого, а також технічний кисень в балонах, який безкоштовно забезпечувала Вуглегірська ТЕС. В грудні 2021 року потік хворих на SARS-Covid-19 до відділень Світлодарської лікарні зменшився

## Основні характеристики закладу
Світлодарська міська лікарня розташована в північно-східній частині міста Світлодарськ, на окремій огородженій території, де розташована 4 поверхова будівля стаціонарів лікарні, поєднана одноповерховою будовою з 3 поверховою будівлею поліклінічного та стерилізаційного відділення. На території закладу окрім будівлі лікарня знаходяться господарчо-допоміжні споруди, харчоблок та окрема 2 поверхова будівля інфекційного відділення.
На першому поверху будівлі поліклінніки, відокремлено розташовується Світлодарська амбулаторія КНП «Центр первинної медико-санітарної допомоги Бахмутської районної ради»
Також на першому поверху будівлі стаціонарів та поліклінники розташовані 3 приватні аптеки.
В будівлі стаціонарів розташований пункт постійного базування екстренної медичної допомоги, підстанції м. Бахмут, станції швидкої медичної допомоги м. Краматорська — відокремлений структурний підрозділ КНП «ОЦЕМД та МК»

## Структура
Заклад охорони здоров'я має у своєму складі стаціонарні відділення на 100 ліжок:
— Терапевтичне відділення — 40 ліжок, в тому числі:
- терапевтичних — 15 ліжок,
- неврологічних — 15 ліжок,
- геронтологічних — 10 ліжок,

— Хірургічне відділення — 40 ліжок, в тому числі:
- хірургічних — 10 ліжок,
- травматологічних — 15 ліжок,
- гінекологічних — 10 ліжок,
- отоларингологічних — 5 ліжок,

— інфекційне відділення — 20 ліжок.
До складу лікарні входять допоміжні служби та кабінети:
- клініко-діагностична лабораторія;
- кабінет рентгенологічних обстежень;
- кабінет лікувальної фізкультури;
- кабінет масажу;
- акушерсько-гінекологічний кабінет;
- денний стаціонар поліклініки;
- фізіотерапевтичне відділення;
- стерилізаційне відділення;
- приймальне відділення.

## Видатні працівники
- ОСАДЧУК Валентина Петрівна — 1950 року народження, сестра медична операційна (екстрена допомога) хірургічного відділення комунального закладу «Світлодарська міська лікарня» Донецької області, стипендіат державної стипендії видатним діячам охорони здоров'я (Указ Президента України № 457/2017)[32]